# Марцін Коменда
Марцін Коменда (пол. Marcin Komenda; нар. 24 травня 1996) — польський волейболіст, пасувальник (розігруючий), гравець збірної Польщі та клубу «Богданка ЛУК» (Люблін, капітан команди).

## Життєпис
Народився 24 травня 1996 року.
Грав у клубах ШСМ ПВС (Спала, SMS PZPS Spała, 2012—2015), «Еффектор» (Кельці, 2015—2017), ГКС (Катовиці, 2017—2019), «Ассеко Ресовія» (Ряшів, 2019—2020), «Сталь» (Ниса, 2020—2022). 
У збірній команді грав, зокрема, у Лізі націй 2019.
У сезоні 2023—2024 — капітан команди польського клубу «Богданка ЛУК» (Люблін).

### Досягнення
У збірній
- переможець Ліги націй 2023

Клубні
- півфіналіст Кубка Польщі 2023—2024,
- переможець і призер різних змагань[5].